# Destructor Umikaze (1936)
L'Umikaze (海風, "Brisa del mar") va ser el setè dels deu destructors de la classe Shiratsuyu, i el primer que es va construir per a la Marina Imperial Japonesa sota el Programa d'Expansió Naval Suplementari del Cercle Dos (Maru Ni Keikaku). Un submarí de la Marina dels Estats Units el va torpedinar i enfonsar-lo l'1 de febrer de 1944, davant de l'atol de Truk.

## Història
Els destructors de la classe Shiratsuyu eren versions modificades de la classe Hatsuharu i estaven dissenyats per acompanyar la força d'atac principal japonesa i per dur a terme atacs de torpedes tant diürns com nocturns contra l'armada dels Estats Units mentre avançava a través de l'oceà Pacífic, segons l'estratègia naval japonesa. projeccions. Tot i ser una de les classes de destructors més poderoses del món en el moment de la seva finalització, cap va sobreviure a la Guerra del Pacífic.
L'Umikaze, construït a l'Arsenal Naval de Maizuru, va tenir la quilla col·locada el 4 de maig de 1935, avarat el 27 de novembre de 1936 i posat en marxa el 31 de maig de 1937.

## Història operativa
En el moment de l'atac a Pearl Harbor, l'Umikaze va ser assignada a la 24 Divisió de Destructors del 4t Esquadró de Destructors de la 2a Flota de la Marina Imperial Japonesa juntament amb els seus vaixells germans Yamakaze, Kawakaze i Suzukaze, i havia salpat des de Palau com a part de la força d'invasió filipina, que cobria els desembarcaments a Legaspi i Lamon Bay. Des de gener de 1942, l'Umikaze va participar en operacions a les Índies Orientals Holandeses, inclosa la invasió de l'illa de Tarakan, i els desembarcaments a Balikpapan i Makassar. Després de participar en la invasió de l'est de Java, l'Umikaze es va dedicar al servei de comboi, i així va escapar del combat durant la batalla del mar de Java.
A l'abril, l'Umikaze va ajudar a la invasió de Panay i Negros a les Filipines. A partir del 10 d'abril, l'Umikaze va ser reassignat a la 1a Flota i va tornar a l'Arsenal Naval de Sasebo per reparar-lo a finals de maig.
Durant la batalla de Midway del 4 al 6 de juny, l'Umikaze va formar part de la Força de la Guàrdia Aleutiana sota l'almirall Shirō Takasu. Va ser assignat de nou a la 2a Flota el 14 de juliol després de la cancel·lació de l'Operació Midway.
L'Umikaze va escortar el portaavions Chitose de Yokosuka a Truk in a mitjans d'agost, i va continuar cap a Guadalcanal, on va ser assignat a onze missions "Tokyo Express" fins a finals de setembre. Durant una missió el 24 de setembre, va patir danys a causa d'un accident d'un avió nord-americà, va matar vuit tripulants i va haver de tornar a Truk per a reparacions. A l'octubre,l'Umikaze va participar en dues missions per bombardejar l'aeròdrom Henderson a Guadalcanal, i el 26 d'octubre va formar part de la força de l'almirall Nobutake Kondō a la batalla de les illes Santa Cruz. Després d'escortar els creuers Suzuya i Maya a l'illa Shortland i fer un altre "Tokyo Express" córrer cap a Guadalcanal el 7 de novembre, l'Umikaze es trobava a la primera batalla naval de Guadalcanal la nit del 12 al 13 de novembre de 1942. En un transport de tropes a Buna, l'Umikaze va patir greus danys en un atac aeri dels bombarders B-17 de la USAAF i va haver de ser remolcat de tornada a Rabaul pel destructor Asashio per a reparacions d'emergència. L'Umikaze es va retirar a Truk a finals de desembre i va tornar a Sasebo per a reparacions el 5 de gener de 1943.
L'Umikaze va tornar al servei actiu a finals de febrer de 1943, escortant un comboi de tropes a Truk, i després fent patrulles fora de Truk fins a finals d'abril. Al maig, després d'un transport de tropes a Kolombangara, va acompanyar el cuirassat Musashi de Truk a Yokosuka, tornant amb els portaavions Chūyō i Unyō. Al juny, l'Umikaze va dirigir una missió de transport de tropes a Ponape i Nauru i va continuar amb les tasques d'escorta entre Truk i les illes d'origen japoneses fins a finals de novembre.
L'Umikaze va entrar al moll a Sasebo al novembre, on la seva torreta "X" va ser retirada i substituïda per canons antiaeris tipus 96 addicionals . Va tornar al servei actiu a finals de desembre, escortant un comboi de tropes fins a Truk, i després patrullant fora de Saipan a partir de mitjans de gener de 1944. L'1 de febrer de 1944, mentre escortava un comboi de Saipan a Truk,l'Umikaze va ser torpedinat i enfonsat per el submarí USS Guardfish a l'entrada sud de l'atol de Truk (07° 10′ N, 151° 43′ E / 7.167°N,151.717°E). Es va enfonsar lentament, permetent 215 supervivents, amb 50 tripulants perduts.
Va ser eliminada de la llista de la marina el 31 de març de 1944.